# Stephen Wise
Stephen Samuel Wise (Boedapest, 17 maart 1874 – New York, 19 april 1949) was een Amerikaanse rabbijn. Hij was een vooraanstaand persoon in de zionistische beweging en de eerste voorzitter van het Joods Wereldcongres.

## Levensloop
Wise werd geboren in het toenmalige Oostenrijk-Hongarije. Zijn vader en grootvader waren beiden rabbijn. Samen met zijn ouders emigreerde Wise als baby naar de Verenigde Staten, waar zijn vader rabbijn werd in een synagoge in Brooklyn, een stadsdeel van New York.
Wise behaalde in 1892 een Bachelor of Arts aan de Columbia College. In 1902 promoveerde hij aan Columbia-universiteit. Negen jaar eerder, in 1893, had hij zijn eerste aanstelling gekregen in een joodse gemeente in Manhattan. In 1900 vertrok hij naar Portland (Oregon), waar hij rabbijn werd in een liberale gemeente. Na een aantal jaren was er interesse van een van de grootste synagogen in New York, maar in plaats daarvan begon Wise een eigen "vrije" gemeente in New York, de Stephen Wise Free Synagogue. Hij leidde de groep tot zijn dood. Als rabbijn was Wise zeer sociaal betrokken. Hij verzette zich tegen kinderarbeid en was een van de oprichters van de National Association for the Advancement of Colored People. Ook sprak hij zich uit tegen de Armeense Genocide en was lid van een organisatie die het vrouwenkiesrecht nastreefde.
In tegenstelling tot veel liberale joden voelde Wise zich aangesproken door het zionisme. Hij was een gedelegeerde naar het Tweede Zionistische Congres in Bazel in 1898. Samen met onder andere Louis Brandeis en Felix Frankfurter was hij in 1918 een van de oprichters van het  Amerikaans Joods Congres. Hij maakte zich ook hard voor de instemming van president Woodrow Wilson met de Balfourverklaring, waarin de Britse regering de Joden in Palestina een eigen land beloofde.
Een preek van Wise in december 1925 over Jezus, waarin hij hem een "ethisch licht" noemde "dat het jodendom aan de wereld schonk", kwam hem op veel kritiek te staan uit orthodox-joodse hoek. De Agudath Harabonim, de unie van orthodoxe rabbijnen, veroordeelde de uitspraken over Jezus.
Wise was goed bevriend met Albert Einstein en de Amerikaanse president Franklin D. Roosevelt. Roosevelt raadpleegde Wise regelmatig als het ging om zaken die de Joodse gemeenschap aangingen. Op het moment van de machtsovername van de nazi's in Duitsland in januari 1933 was Wise erevoorzitter van het Amerikaans Joods Congres. Hij zette in op een boycot van Duitse producten. Samen met Leo Motzkin en Nahum Goldmann stond hij in augustus 1936 aan de basis van het Joods Wereldcongres, met als doel een representatievere organisatie te creëren die de Joden wereldwijd kon vertegenwoordigen bij het bestrijden van het nazisme. Wise bleef tot aan zijn dood voorzitter van het Joods Wereldcongres.
De Amerikaanse onderminister van Buitenlandse Zaken Sumner Welles informeerde Wise in november 1942 over het feit dat de Duitsers uit waren op de complete uitroeiing van de Europese Joden. Op dat moment stond de teller al op twee miljoen doden. De informatie was gebaseerd op het Riegner Telegram van Gerhart Riegner. Riegner vertegenwoordigde het World Jewish Congress in Genève. Wise maakte het nieuws bekend via een persconferentie in Washington, maar er was weinig aandacht voor in de kranten.
Later werd Wise bekritiseerd voor de rol die hij in de oorlog speelde. Zo verweet David Kranzler hem dat vroege berichten over de uitroeiing van de Europese Joden afgedaan had als propaganda en reddingsacties had tegengewerkt. Moshe Shonfeld en Saul Friedländer stelden dat Wise de verzending van voedselpakketten naar Joden in Polen had stopgezet omdat het gezien kon worden als het geven van hulp aan de vijand, namelijk aan Duitsland.

## Persoonlijk
Samen met zijn vrouw Louise Waterman had Wise twee kinderen. In Jeruzalem, Haifa, Rishon LeZion en Petach Tikva zijn er straten naar hem vernoemd.